# SABIC
SABIC (Saudi Basic Industries Corporation, tiếng Ả Rập: الشركة السعودية للصناعات الأساسية, سابك). là một công ty sản xuất đa dạng hoạt động trong lĩnh vực hóa chất và các chất trung gian, polyme công nghiệp, phân bón và các kim loại. Đây là công ty đại chúng lớn nhất công ty ở Ả Rập Xê Út và là một phần của chỉ số Tadawul. Tuy nhiên, chính phủ Ả Rập vẫn còn sở hữu 70% cổ phần của công ty. SABIC cũng là công ty niêm yết lớn nhất ở Trung Đông. Các cổ đông là những người tới từ Ả Rập Xê Út và các nước khác trong sáu quốc gia thuộc Hội đồng Hợp tác Vùng Vịnh (GCC).
SABIC là công ty lớn thứ hai thế giới về sản xuất ethylene glycol và dự kiến sẽ đứng đầu về lĩnh vực này sau khi các dự án mới được giới thiệu. SABIC cũng là công ty lớn thứ ba thế giới về sản xuất polyethylene, lớn thứ tư về sản xuất polyolefin và polypropylene. Công ty hiện cũng là đơn vị đứng đầu thế giới về sản xuất mono-ethylene glycol, MTBE, urê dạng hạt, polycarbonate, polyphenylene và polyether imide.
Trong năm 2008, SABIC được xếp hạng thứ tư trên thế giới bởi Fortune Global 500. Đến năm 2009, SABIC cũng được cải thiện vị thế của mình để trở thành công ty lớn thứ 186 trên thế giới (xét về cả bốn chỉ tiêu). Năm 2010, SABIC trở thành công ty hóa chất lớn thứ hai thế giới về sự đa dạng trong hoạt động, đứng đầu thế giới xét về giá trị tài sản. Nếu tính tất cả các chi nhánh của nó, công ty trở thành (tính đến năm 2014) tập đoàn lớn thứ 94 thế giới trên bảng xếp hạng của tạp chí Forbes Global 2000, với doanh thu bán hàng đạt 50,4 tỷ, lợi nhuận 6,6 tỷ và tài đạt 90,2 tỷ USD.
Trụ sở chính của công ty đặt tại thủ đô Riyadh và có lợi ích trong 17 công ty trực thuộc, bao gồm từ quyền sở hữu đầy đủ đến có cổ phần đáng kể.

## Lịch sử phát triển

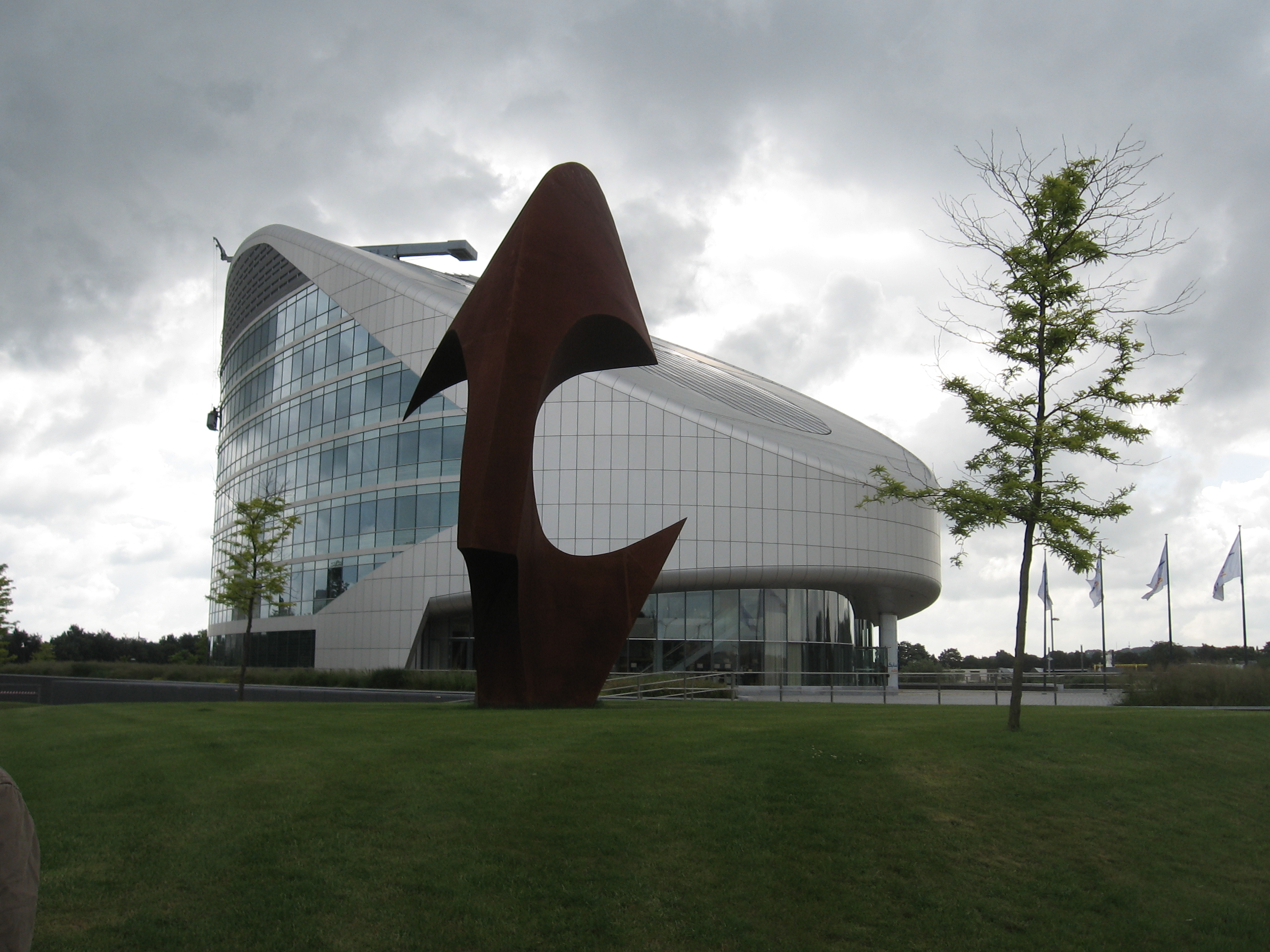
Trụ sở chính khu vực châu Âu tại Sittard

SABIC được thành lập vào năm 1976 bởi sắc lệnh hoàng gia để sản xuất các sản phẩm hóa chất hữu ích, polyme và phân bón. Tổng giám đốc đầu tiên của công ty là Ghazi Abdul Rahman Al Gosaibi.

## Công ty con
- Hadeed
- Ibn Sina
- Ibn Zahr
- Sadaf
- GAS
- Petrokemya
- Kemya
- Ar-razi
- Al-Bayroni
- Yanpet
- Ibn Rushd
- Sharq
- Ibn Hayyan (Tayf)
- Safco
- Jubail United
- YANSAB
- SABTANK
- Saudi Kayan
- SABIC Europe
- SABIC Americas
- Scientific Design
- SABIC Innovative Plastics (trước đây là GE Plastics)